# Cinema Bizarre
Cinema Bizarre je německá kapela pocházející z Berlína. Svou první desku s názvem Final attraction vydala v roce 2007 a v roce 2009 svou druhou a poslední desku pod názvem ToyZ. V lednu 2010 se kapela rozpadla.

## Historie

### Vznik
V roce 2005 se na jednom anime-fóru poznali Strify (20. srpna 1988), Kiro (11. ledna 1988) a Yu (28. prosince 1988). Postupem času poznali ještě Shina (12. prosince 1989) a Luminora (22. března 1985) a rozhodli se založit kapelu. Na hudební scénu prorazili až v roce 2007 se singlem Lovesongs (They Kill Me).
Tilo Wolff spolu s Ericem Burtonem jsou manažeři skupiny.

### Členové
Kapela se skládá z pěti osob.
- Strify: zpěvák
- Kiro: basová kytara
- Yu: elektrická kytara
- Shin: bicí
- Romeo: klávesy

Ex-člen Luminor opustil skupinu v listopadu 2008, kvůli údajným zdravotním potížím. Zemřel 12.4.2020 na předávkování léky.
Na hudební scénu se dostali v roce 2007 se singlem Lovesongs (They Kill me), dva týdny po jejich prvním vystoupení v německé hudební show The Dome. Kapela byla krátce na to nominována do národního kola Eurovision Song Contest 2008, kde však se svou písní Forever Or Never širší veřejnost nezaujala.
V roce 2007 vydali svou debutovou desku Final Attraction. Z desky postupně vyšly tři singly: Lovesongs (They Kill Me), Escape To The Stars a Forever Or Never.
V březnu 2008 vyjeli na své první evropské turné. V září 2008 vystoupil z kapely Luminor, kvůli zdravotním problémům. Ještě v listopadu 2008 však bylo oznámeno vydání druhé studiové desky ToyZ.
Prvním singlem z nové desky se měla stát píseň My Obsession, kterou Strify popsal jako 'silnou baladu'. Poté, co píseň unikla na internet, bylo vydání singlu odloženo. To potvrdila kapela na serveru YouTube, kde vyjádřila své zklamání a změnu pilotního singlu. Na své oficiální stránce kapela potvrdila, že vydá také první desku určenou pro americký trh, pojmenovanou BANG!. Pilotním singlem z obou desek se nakonec stala píseň I Came 2 Party, ve které hostuje Space Cowboy. Píseň My Obsession se nakonec stala až druhým singlem.
21. ledna 2010 kapela na svém MySpace potvrdila svůj rozpad.
Strify v červnu 2011 vydal zremixovanou podobu jejich písně Blasphemy a potvrdil, že do konce roku vydá svou sólovou desku.

## Diskografie

### Singly
- 2007: Lovesongs (They Kill Me)
- 2008: Escape to the Stars
- 2008: Forever or Never
- 2009: I Came 2 Party
- 2009: My Obsession

### Alba
- 2007: Final Attraction
- 2009: ToyZ
- 2009: BANG!